# Nadobniczka modroskrzydła
Nadobniczka modroskrzydła (Tachycineta cyaneoviridis) – gatunek małego ptaka z rodziny jaskółkowatych (Hirundinidae).

## Występowanie
Gatunek ten występuje w okolicy Bahamów, głównie w północnej części na wyspach Wielka Bahama, Wielkie Abaco i Andros, gdzie się rozmnaża. Jednak widywany jest również w południowej części Bahamów, na Kubie oraz na południu Florydy. Preferuje lasy sosnowe, choć widywany jest także w miastach, nad polami czy na mokradłach.

## Charakterystyka

### Morfologia
Osiąga około 15 cm długości oraz masę od 16 g do 19 g. Ma ciemnozielone pióra na głowie karku oraz grzbiecie, niebieskie skrzydła oraz biały brzuch. Jej ogon jest rozwidlony.

### Dieta
Szuka pożywienia wysoko na niebie, zazwyczaj wieczorem.

### Rozmnażanie
Ich sezon lęgowy trwa od kwietnia do lipca. Zakładają gniazda w naturalnych lub opuszczonych dziuplach. Zapuszczając się na tereny miast korzystają również ze sztucznych zagłębień.

## Status
W Czerwonej księdze gatunków zagrożonych IUCN nadobniczka modroskrzydła jest uznawana za gatunek zagrożony (EN, ang. Endangered). Szacuje się, że jej populacja wynosi od 1000 do 2499 dorosłych osobników i ciągle spada. Na spadek ich liczebności wpływ miała wycinka lasów zakończona w latach 70. Ponadto budowa nowych mieszkań, zagrożenie huraganami oraz zalewanie siedlisk słoną wodą również ma negatywny wpływ na ich populacje oraz zajmowany obszar.